# لوريل إي. يومانز
لوريل إي. يومانز هو سياسي أمريكي، ولد في 1863، وتوفي في 1926. نشط حزبياً في الحزب الجمهوري. وقد انتخب عضو جمعية ولاية ويسكونسن ‏.